# Elezioni legislative nei Paesi Bassi del 1967
Le elezioni legislative nei Paesi Bassi del 1967 si tennero il 15 febbraio per il rinnovo della Tweede Kamer. In seguito alla vittoria del Partito Popolare Cattolico, emerse un governo di centrodestra guidato da Piet de Jong, formato anche dal Partito Popolare per la Libertà e la Democrazia, dal Partito Anti-Rivoluzionario e dall'Unione Cristiana-Storica.

## Risultati
| Liste                                           | Voti      | %     | Seggi |
| ----------------------------------------------- | --------- | ----- | ----- |
| Partito Popolare Cattolico                      | 1 822 904 | 26,50 | 42    |
| Partito del Lavoro                              | 1 620 112 | 23,55 | 37    |
| Partito Popolare per la Libertà e la Democrazia | 738 202   | 10,73 | 17    |
| Partito Anti-Rivoluzionario                     | 681 060   | 9,90  | 15    |
| Unione Cristiana-Storica                        | 560 033   | 8,14  | 12    |
| Partito dei Contadini                           | 327 953   | 4,77  | 7     |
| Democratici 66                                  | 307 810   | 4,48  | 7     |
| Partito Comunista dei Paesi Bassi               | 248 318   | 3,61  | 5     |
| Partito Pacifista-Socialista                    | 197 206   | 2,87  | 4     |
| Partito Politico Riformato                      | 138 069   | 2,01  | 3     |
| Alleanza Politica Riformata                     | 59 156    | 0,86  | 1     |
| Consiglio di Emergenza                          | 45 421    | 0,66  | –     |
| Unione Cristiano-Democratica                    | 45 335    | 0,66  | –     |
| Partito per i Non Sposati                       | 43 361    | 0,63  | –     |
| Interessi del Territorio                        | 17 594    | 0,26  | –     |
| Partito Popolare Liberale                       | 11 279    | 0,16  | –     |
| Altri <0,10%                                    | 14 217    | 0,21  | –     |
| Totale                                          | 6 878 030 | 100   | 150   |